# Tyndall (Mondkrater)

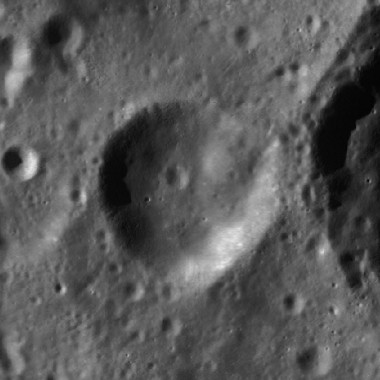
Tyndall Krater, aufgenommen 2018 von der NASA

Tyndall ist ein relativ kleiner Einschlagkrater auf der Rückseite des Erdmondes, hinter dem südöstlichen Rand. Er liegt nur durch wenige Kilometer Gelände getrennt am Westrand des größeren Kraters Pizzetti. Die Krater Clark und Bjerknes liegen südlich beziehungsweise südwestlich.
Tyndall ist ein im Wesentlichen runder, schüsselförmiger Krater mit einer leichten Ausbuchtung an der Ostseite. Der Kraterrand zeichnet sich deutlich ab und ist nur leicht erodiert. Die Kraterinnenwände weisen auf der Süd- und Südwestseite mehrere helle Flecken auf. Die restlichen Bereiche des Kraterinneren sind ohne auffällige Merkmale, abgesehen von den Einschlägen einiger weniger Minikrater.
| Buchstabe | Position           | Durchmesser | Link |
| --------- | ------------------ | ----------- | ---- |
| S         | 35,6° S, 116,28° O | 17 km       |      |